# Omogymna
Omogymna is een geslacht van weekdieren uit de klasse van de Gastropoda (slakken).

## Soorten
- Omogymna leonardi (Petuch & Sargent, 1986)
- Omogymna paxillus (Reeve, 1850)
- Omogymna richerti (Kay, 1979)
- Omogymna sandwicensis (Pease, 1860)
- Omogymna vullieti Petuch & R.F. Myers, 2014